# (87088) Joannewheeler
(87088) Joannewheeler es un asteroide perteneciente al cinturón de asteroides, descubierto el 2 de junio de 2000 por Petr Pravec y el también astrónomo Peter Kušnirák desde el Observatorio de Ondřejov, Ondřejov, República Checa.

## Designación y nombre
Designado provisionalmente como 2000 LY. Fue nombrado por Joanne Wheeler (nacida en 1971) quien es miembro de la Orden del Imperio Británico por sus servicios al espacio. Es una líder en la disciplina del derecho espacial y miembro de la Royal Astronomical Society y la Royal Aeronautical Society. Ha redactado la legislación espacial del Reino Unido, ha apoyado el crecimiento de las empresas espaciales y ha brindado información sobre la exploración de asteroides.

## Características orbitales
Joannewheeler está situado a una distancia media del Sol de 2,333 ua, pudiendo alejarse hasta 2,902 ua y acercarse hasta 1,764 ua. Su excentricidad es 0,244 y la inclinación orbital 4,007 grados. Emplea 1301,50 días en completar una órbita alrededor del Sol.

## Características físicas
La magnitud absoluta de Joannewheeler es 16,17.